# Монкюк-ан-Керсі-Блан
Монкюк-ан-Керсі-Блан (фр. Montcuq-en-Quercy-Blanc) — муніципалітет у Франції, у регіоні Окситанія, департамент Лот. Монкюк-ан-Керсі-Блан утворено 1 січня 2016 року шляхом злиття муніципалітетів Бельмонте, Лебрей, Монкюк, Сент-Круа i Вальпрійонд. Адміністративним центром муніципалітету є Монкюк. Населення — 1812 осіб (01.01.2021).